# Аббатини, Антонио Мария
Антонио Мария Аббати́ни (итал. Antonio Maria Abbatini) — итальянский композитор.

## Биография
Родился предположительно 26 января 1595 года в Читта-ди-Кастелло. Музыке обучался под руководством Дж. М. Нанино. С 1625 года жил в Риме, где работал капельмейстером в базиликах Сан-Джованни ин Латерано и Санта-Мария-Маджоре. Также работал капельмейстером в соборе города Орвието и в Санта-Каза (Лорето). Скончался в 1679 году в Читта-ди-Кастелло.

## Творчество
Аббатини писал главным образом церковную музыку: ряд крупных многохорных композиций для церкви и короткие духовные песни (sacre canzoni) в stile concertato, единственные его сохранившиеся сочинения. Написал «14 бесед и академических уроков» («14 Discorsi e lezioni accademiche»), которые хранятся в музее в Болонье. Подготовил к изданию «Церковные гимны в григорианском пении» («Inni della chiesa in canto gregoriano», 1644). Кроме церковной музыки ему принадлежат две оперы, а также 1-я и 3-я части оперы «Нет худа без добра» (1653, Рим), вторую часть написал Мараццоли. «Нет худа без добра» — одна из первых образцов комической оперы, содержит многочисленные речитативы secco и 2 ансамблевых финала.
В 1931 году по инициативе Карло Ливьеро, епископа Читта- ди -Кастелло, основана школа Schola Cantorum Королевской церкви, и ей было присвоено имя композитора «Antonio Maria Abbatini».  Немаловажен тот факт, что Аббатини считается новатором для своего времени, так как его «духовная полифония» отклонялась от чрезвычайно жёсткого и строгого стиля, доминировавшего в то время.